# Cejkov
Cejkov (in ungherese Céke) è un comune della Slovacchia facente parte del distretto di Trebišov, nella regione di Košice.